# Левиљијани (Лука)
Левиљијани је насеље у Италији у округу Лука, региону Тоскана.
Према процени из 2011. у насељу је живело 331 становника. Насеље се налази на надморској висини од 590 м.